# Pelecopsis kabyliana
Pelecopsis kabyliana là một loài nhện trong họ Linyphiidae.
Loài này thuộc chi Pelecopsis. Pelecopsis kabyliana được miêu tả năm 1992 bởi Robert Bosmans & Abrous.